# 207341 Isabelmartin
207341 Isabelmartin è un asteroide della fascia principale. Scoperto nel 2005, presenta un'orbita caratterizzata da un semiasse maggiore pari a 3,0510015 UA e da un'eccentricità di 0,1420592, inclinata di 0,49599° rispetto all'eclittica.